# Massacre de Deir Yassin
La massacre de Deir Yassin va produir-se el 9 d'abril de 1948 quan tropes de l'Irgun i el Lehi van atacar la vila de Deir Yassin i es va desencadenar una lluita pel control de la població.

## Context
Deir Yassin, malgrat la seva proximitat a Jerusalem i estar a tocar d'una comunitat jueva ortodoxa, no havia tingut mai un enfrontament entre jueus i àrabs, de fet els líders de les dues comunitats estaven d'acord a avisar-se si venien soldats o milicians dels bàndols respectius per tal d'evitar la guerra a la població Però aquesta situació va canviar el 1947, quan es va anunciar el plan de dividir Palestina en dos, una porció per als àrabs i una altra per als jueus i van començar les hostilitats entre les dues comunitats.
Els àrabs volien aïllar les comunitats jueves per tal que no es poguessin donar suport en cas d'atacs i Deir Yassin ocupava un emplaçament estratègic dins d'aquesta ofensiva, per la seva ubicació a una de les carreteres principals que menaven cap a la capital. Quan les milícies van prendre posicions a la vila, les tropes paramilitars proisraelianes van decidir atacar-la.

## L'atac
Els líders de l'Irgun van comandar l'atac. Era la primera vegada des dels anuncis de les Nacions Unides que les tropes jueves encapçalaven una acció de magnitud, i no solament resposta a atacs àrabs o petits aldarulls. 80 homes d'un batalló i 40 efectius del Lehi van coordinar-se per dur a terme l'ofensiva.
L'atac va començar de matinada però les tropes estaven mal entrenades i van topar amb una resistència imprevista per part de les milícies àrabs. Els vilatans es van trobar enmig del foc creuat dels dos bàndols. Els jueus van passar amb l'arribada del dia a una segona fase, atacant casa per casa i destruint-ne gran part amb granades per evitar el combat cos a cos. A les 11:00 del matí, van considerar la ciutat conquerida.

## Conseqüències
La batalla va deixar morts i ferits en ambdós bàndols, amb xifres molt per sobre de les previstes: 109 baixes mortals i gairebé una quarantena de ferits greus, si bé algunes fonts eleven aquesta quantitat per sobre dels 200 morts Els soldats vencedors van aplegar dones i nens supervivents i els van traslladar a Jerusalem en un comboi que era insultat i colpejat mentre desfilava.
Quan es va conèixer l'atac, les autoritats palestines van fer una demanda formal d'ajuda als ocupants britànics, en especial d'ajuda als presoners, però aquestes no van respondre per por a una major escalada de la violència a la zona. Les acusacions creuades entre els diversos bàndols implicats van augmentar i l'ofensiva va tenir una gran repercussió internacional.
Els rumors sobre possibles atacs a poblacions veïnes van provocar un gran èxode de refugiats palestins que van abandonar les seves llars. Grups de famílies jueves provinents de la diàspora van establir-s'hi. Aquest fet va indignar els habitants dels països àrabs fronterers i va ser una de les causes de la guerra araboisraeliana de 1948, que començaria poques setmanes després.